# Claudine Schaul
Claudine Schaul (Cidade de Luxemburgo, 20 de Agosto de 1983) é uma ex-tenista profissional luxemburguesa.

## WTA Tour finais

### Simples: 1 (1–0)
| Legenda: Antes de 2009 | Legenda: Depois de 2009 |
| ---------------------- | ----------------------- |
| Grand Slam (0)         |                         |
| Olimpíadas (0)         |                         |
| WTA Championships (0)  |                         |
| Tier I (0)             | Premier Mandatory (0)   |
| Tier II (0)            | Premier 5 (0)           |
| Tier III (1)           | Premier (0)             |
| Tier IV & V (0)        | International (0)       |

| Resultado | N. | Data         | Campeonato         | Piso   | Oponente          | Placar        |
| --------- | -- | ------------ | ------------------ | ------ | ----------------- | ------------- |
| Campeã    | 1. | 22 Maio 2004 | Strasbourg, França | Saibro | Lindsay Davenport | 2–6, 6–0, 6–3 |

### Duplas: 3 (1–2)
| Resultado | N. | Data            | Campeonato                | Piso  | Parceira        | Oponente                      | Placar        |
| --------- | -- | --------------- | ------------------------- | ----- | --------------- | ----------------------------- | ------------- |
| Campeã    | 1. | 17 Janeiro 2004 | Canberra, Austrália       | Duro  | Jelena Kostanić | Caroline Dhenin Lisa McShea   | 6–4, 7–6(7–3) |
| Vice      | 2. | 19 Junho 2004   | 's-Hertogenbosch, Holanda | Grama | Jelena Kostanić | Lisa McShea Milagros Sequera  | 6–7(3–7), 3–6 |
| Vice      | 3. | 18 Julho 2004   | Stanford, EUA             | Duro  | Iveta Benešová  | Eleni Daniilidou Nicole Pratt | 2–6, 4–6      |